# Promień spektralny
Promień spektralny elementu {\displaystyle a} algebry zespolonej z jedynką {\displaystyle A} – liczba nieujemna {\displaystyle \nu _{A}(a),} zdefiniowana wzorem
{\displaystyle \nu _{A}(a)=\sup\{|z|\colon z\in \sigma _{A}(a)\},}
gdzie symbol {\displaystyle \sigma _{A}(a)} oznacza widmo elementu {\displaystyle a} w algebrze {\displaystyle A,} tzn. zbiór
{\displaystyle \sigma _{A}(a)=\{z\in \mathbb {C} \colon ze_{A}-a\notin {\mbox{GL}}(A)\},}
przy czym {\displaystyle \mathrm {GL} (A)} oznacza grupę elementów odwracalnych w algebrze {\displaystyle A} oraz {\displaystyle e_{A}} jedynkę w tej algebrze. W przypadku, gdy widmo elementu {\displaystyle a} jest puste, definiuje się
{\displaystyle \nu _{A}(a)=0.}
Pojęcie promienia spektralnego ma również sens dla elementów algebr, które nie mają jedynki – w tym przypadku każdy element {\displaystyle a} algebry {\displaystyle A,} która nie ma jedynki utożsamia się z elementem algebry {\displaystyle A^{\#},} powstałej z {\displaystyle A} poprzez dołączenie jedynki.

## Podstawowe własności. Wzór Gelfanda
Niech {\displaystyle A} będzie zespoloną algebrą Banacha z jedynką oraz niech {\displaystyle a} będzie dowolnym elementem {\displaystyle A.} Wówczas
- widmo {\displaystyle \sigma _{A}(a)} jest niepustym, zwartym podzbiorem płaszczyzny zespolonej; w szczególności, jeżeli {\displaystyle a\neq 0,} to promień spektralny {\displaystyle \nu _{A}(a)} jest dodatni.
- dla każdej liczby naturalnej {\displaystyle k} oraz dla każdego {\displaystyle r>\nu _{A}(a)}

{\displaystyle a^{k}={\frac {1}{2\pi i}}\int _{\{|z|=r\}}\zeta ^{k}(\zeta e_{A}-a)^{-1}d\zeta ,}
- {\displaystyle \nu _{A}(a)=\inf\{\|a^{n}\|^{\frac {1}{n}}\colon \;n\in \mathbb {N} \}=\lim _{n\to \infty }\|a^{n}\|^{\frac {1}{n}}.}

Ostatni wzór powyżej nazywany jest wzorem Gelfanda; został on nazwany na cześć Israela M. Gelfanda, który udowodnił go w roku 1941. Ze zwartości widma elementów algeby Banacha wynika, że
{\displaystyle \nu _{A}(a)=\max\{|z|\colon z\in \sigma _{A}(a)\}.}
Jeżeli {\displaystyle a} jest zespoloną macierzą kwadratową, to jej promień spektralny jest największą liczbą spośród modułów jej wartości własnych.

## Własności
Operatory liniowe i ograniczone działające na ustalonej przestrzeni unormowanej {\displaystyle E} tworzą algebrę unormowaną ze składaniem operatorów jako mnożeniem oraz normą operatorową. Poniżej {\displaystyle E} jest ustaloną przestrzenią unormowaną o wymiarze co najmniej 1 oraz {\displaystyle T,T_{1},T_{2}\colon E\to E} są operatorami liniowymi i ciągłymi. W oznaczeniach promienia spektralnego i widma symbol algebry został pominięty.
- Jeżeli {\displaystyle \lambda } jest skalarem, to

{\displaystyle \nu (\lambda T)=|\lambda |\nu (T).}
- Jeżeli {\displaystyle k} jest liczbą naturalną, to

{\displaystyle \nu (T^{k})=\nu (T)^{k}.}
- {\displaystyle \nu (T_{1}T_{2})=\nu (T_{2}T_{1}),} jeżeli ponadto {\displaystyle T_{1}T_{2}=T_{2}T_{1},} to

{\displaystyle \nu (T_{1}T_{2})\leqslant \nu (T_{1})\nu (T_{2}),}
{\displaystyle \nu (T_{1}+T_{2})\leqslant \nu (T_{1})+\nu (T_{2}).}
- Jeżeli {\displaystyle E} jest przestrzenią Hilberta oraz {\displaystyle T} jest operatorem normalnym, to

{\displaystyle \nu (T)=\|T\|.}

### Promień spektralny w ilorazowych C*-algebrach
Niech {\displaystyle A} będzie C*-algebrą oraz nieh {\displaystyle I\subseteq A} będzie domkniętym ideałem (dwustronnym} w {\displaystyle A}). Niech {\displaystyle \pi \colon A\to A/I} oznacza kanoniczne odwzorowanie ilorazowe, tj. {\displaystyle \pi (x)=[x](x\in A).} Wówczas dla dowolnego {\displaystyle x\in A} oraz liczby naturalnej {\displaystyle k} zachodzą wzory
{\displaystyle \|\pi (x^{k})\|=\inf _{y\in I}\|(x+y)^{k}\|}
oraz
{\displaystyle \nu {\big (}\pi (x){\big )}=\inf _{y\in I}\nu (x+y).}
Jest to twierdzenie udowodnione przez G.K. Pedersena.